# خانواده بزرگ (فیلم ۱۹۶۲)
خانواده بزرگ (انگلیسی: La gran familia) یک فیلم کمدی اسپانیایی است که در سال ۱۹۶۲ منتشر شد.

## گزیدهٔ بازیگران
- آمپارو سولر لئال
- خوزه ایسبرت
- خوزه لوئیس لوپس باسْکِـس
- ماریا خوزه آلفونسو
- خائیمه بلانچ
- خولیا گوتیه‌رس کابا
- ماریا ایسبرت
- لوئیس باربرو
- خسوس گوسمن
- لالی سولدویلا
- خوزه ماریا پرادا
- آلبرتو کلوساس
- ماریبل مارتین
- خوزه ماریا کافارل